# Championnat du Luxembourg de football 1953-1954
Navigation
Saison précédente Saison suivante
La saison 1953-1954 du Championnat du Luxembourg de football était la 40e édition du championnat de première division au Luxembourg. Les douze meilleurs clubs du pays se retrouvent au sein d'une poule unique, la Division Nationale, où ils s'affrontent deux fois, à domicile et à l'extérieur. À l'issue du championnat, les deux derniers du classement sont relégués et remplacés par les deux meilleurs clubs de Division d'Honneur, la deuxième division luxembourgeoise.
C'est le club de la Jeunesse d'Esch qui remporte le titre cette saison en terminant en tête du classement final, avec 5 points d'avance sur l'autre club de la ville d'Esch-sur-Alzette, le Fola Esch et 9 sur le duo composé du tenant du titre, le Progrès Niedercorn et d'un promu, le CS Grevenmacher. C'est le 4e titre national de l'histoire de la Jeunesse d'Esch, qui réussit le doublé en écrasant en finale (5-0) de la Coupe du Luxembourg le CS Grevenmacher, finaliste pour la 2e année consécutive.

## Les 12 clubs participants
| - Stade Dudelange - National Schifflange - Red Boys Differdange - CA Spora Luxembourg - SC Tétange - Red Star Merl-Belair | - AS La Jeunesse d'Esch - Union Luxembourg - Progrès Niedercorn - Fola Esch - CS Grevenmacher - Promu de Division d'Honneur - US Dudelange - Promu de Division d'Honneur |

## Compétition

### Classement
Le barème utilisé pour établir le classement est le suivant :
- Victoire : 2 points
- Match nul : 1 point
- Défaite : 0 point

| Rang | Équipe                 | Pts | J  | G  | N  | P  | Bp | Bc | Diff |
| ---- | ---------------------- | --- | -- | -- | -- | -- | -- | -- | ---- |
| 1    | Jeunesse d'Esch (C)    | 33  | 22 | 14 | 5  | 3  | 51 | 27 | +24  |
| 2    | Fola Esch              | 28  | 22 | 10 | 8  | 4  | 59 | 34 | +25  |
| 3    | Progrès Niedercorn (T) | 24  | 22 | 8  | 8  | 6  | 35 | 31 | +4   |
| 4    | CS Grevenmacher (P)    | 24  | 22 | 9  | 6  | 7  | 38 | 43 | -5   |
| 5    | Union Luxembourg       | 22  | 22 | 10 | 2  | 10 | 41 | 44 | -3   |
| 6    | Stade Dudelange        | 21  | 22 | 5  | 11 | 6  | 26 | 25 | +1   |
| 7    | National Schifflange   | 20  | 22 | 9  | 2  | 11 | 43 | 41 | +2   |
| 8    | SC Tétange             | 20  | 22 | 7  | 6  | 9  | 34 | 37 | -3   |
| 9    | Red Boys Differdange   | 19  | 22 | 5  | 9  | 8  | 34 | 29 | +5   |
| 10   | Red Star Merl-Belair   | 19  | 22 | 7  | 5  | 10 | 46 | 53 | -7   |
| 11   | US Dudelange (P)       | 18  | 22 | 4  | 10 | 8  | 31 | 45 | -14  |
| 12   | CA Spora Luxembourg    | 16  | 22 | 5  | 6  | 11 | 37 | 66 | -29  |

|  | Champion du Luxembourg 1953-1954                                                             |
|  | Relégation en Division d'Honneur                                                             |
|  | (T) Tenant du titre (C) Vainqueur de la Coupe du Luxembourg (P) : Promu de deuxième division |

## Bilan de la saison
| Championnat du Luxembourg de football 1953-1954 |                            |
| Champion                                        | Jeunesse d'Esch (4e titre) |
| Coupes et trophées                              |                            |
| Vainqueur de la Coupe du Luxembourg 1953-1954   | Jeunesse d'Esch            |
| Promotions et relégations                       |                            |
| Promus en Division Nationale                    | Alliance Dudelange         |
| Promus en Division Nationale                    | Racing Rodange             |
| Relégués en Division d'Honneur                  | US Dudelange               |
| Relégués en Division d'Honneur                  | CA Spora Luxembourg        |